# Phyllostachys rubicunda
Phyllostachys rubicunda är en gräsart som beskrevs av Tai Hui Wen. Phyllostachys rubicunda ingår i släktet Phyllostachys och familjen gräs. Inga underarter finns listade i Catalogue of Life.